# Decarthrocerus mahalicus
Decarthrocerus mahalicus är en skalbaggsart som beskrevs av Perkins 2009. Decarthrocerus mahalicus ingår i släktet Decarthrocerus och familjen vattenbrynsbaggar. Inga underarter finns listade i Catalogue of Life.